# Вибухонебезпечна суміш
Вибухонебезпечна суміш (ВС) — суміш повітря з горючими газами, парою, туманами, горючим пилом та волокнами, в якій за нормальних атмосферних умов після запалення процес горіння (вибух) поширюється на весь об'єм суміші.

## Основні визначення
ВС створюють суміші горючих газів, пари легкозаймистих рідин, вибухонебезпечні пил або волокна з окислювачами (кисень, хлор тощо).
Горючий газ (ГГ) — газ, який в суміші з повітрям у відповідній пропорції утворює газове вибухонебезпечне середовище.
Легкозаймиста рідина (ЛЗР) — горюча рідина, здатна запалитися від короткочасного впливу джерела загоряння тривалістю до 1 с з низькою енергією (полум'я сірника, іскра, тліюча сигарета тощо), з температурою загоряння не більше +61 ºС у закритому або +66 ºС у відкритому тиглі.
Горюча рідина (ГР) — рідина, яка здатна запалитися від джерела запалювання, самостійно горіти після його видалення і має температуру загоряння понад +61 ºС у закритому або +66 ºС у відкритому тиглі.
Вибухонебезпечний пил (волокна) — горючий пил або волокна вважаються вибухонебезпечними, якщо в разі їх мимовільного загоряння в установці за визначеною концентраційною межею за ГОСТ 12.1.044 виникає надмірний тиск газів як мінімум 5 кПа.
Горючий пил — пил, суміш повітря з яким у визначених пропорціях при атмосферному тиску та температурі створює вибухонебезпечне пилоповітряне середовище.
Вибух — процес вивільнення великої кількості енергії в обмеженому об'ємі за короткий проміжок часу.

## Класифікація вибухонебезпечних сумішей

Схема установки для визначення БЕМЩ: 1 — електроди; 2 — камера; 3 — крани вакуумні; 4 — оглядове вікно; 5 — блок автоматичного терморегулювання; 6 — датчик температур; 7 — пристрій для перемішування суміші; 8 — мікрометричний гвинт; 9 — головка гвинта; 10 — кришка; 11 — індуктор високовольтний; 12 — лабораторний автотрансформатор; 13 — вакуумметр; 14 — вакуум-насос; 15 — нагрівальні елементи; 16 — запалювальна свіча; 17 — сферична оболонка

Газо-пароповітряні ВС поділяють на категорії і групи.
Газо-пароповітряні ВС поділяють на дві категорії (позначаються римськими цифрами):
- І категорія — метан на підземних гірських роботах;
- ІІ категорія — гази та пари, за виключенням метану на підземних гірських виробітках.

ІІ категорія газо-пароповітряних ВС, в свою чергу, також поділяється на три категорії.
Класифікація газо-пароповітряних ВС здійснюється залежно від величини безпечної експериментальної максимальної щілини.
Безпечна експериментальна максимальна щілина (БЕМЩ) — максимальний проміжок між фланцями оболонки, крізь який не передається вибух з оболонки в навколишнє середовище за будь-якої концентрації горючих газів у повітрі.
| Категорія суміші | БЕМЩ, мм                 |
| ---------------- | ------------------------ |
| ІІА              | більше 0,9               |
| ІІВ              | більше 0,5 але менше 0,9 |
| ІІС              | менше 0,5                |